# Tmetonyx acutus
Tmetonyx acutus är en kräftdjursart som först beskrevs av Georg Ossian Sars 1895.  Tmetonyx acutus ingår i släktet Tmetonyx, och familjen Lysianassidae. Arten är reproducerande i Sverige.